# Redukcja wielomianu według modułu
Redukcja wielomianu według modułu – dla ustalonych {\displaystyle m,n\in \mathbb {N} } i ustalonego {\displaystyle F(X_{1},\dots ,X_{n})\in \mathbb {Z} [X_{1},\dots ,X_{n}],} redukcją wielomianu {\displaystyle F} według modułu {\displaystyle m} nazywamy wielomian {\displaystyle {\stackrel {\sim }{F}}(X_{1},\dots ,X_{n})\in \mathbb {Z} _{m}[X_{1},\dots ,X_{n}],} który można otrzymać z wielomianu {\displaystyle F} poprzez zastąpienie każdego ze współczynników wielomianu {\displaystyle F} jego resztą z dzielenia przez {\displaystyle m} oraz zastąpienie działań {\displaystyle +} i {\displaystyle -} odpowiednio działaniami: {\displaystyle {\stackrel {+}{m}}} i {\displaystyle {\stackrel {\cdot }{m}}} (dodawanie i mnożenie modulo m).
Redukcja według modułu {\displaystyle m} równania {\displaystyle F(x_{1},\dots ,x_{n})=0} o niewiadomych z pierścienia {\displaystyle \mathbb {Z} } – równanie {\displaystyle {\stackrel {\sim }{F}}(x_{1},\dots ,x_{n})=0} o niewiadomych z pierścienia {\displaystyle \mathbb {Z} _{m},} gdzie {\displaystyle {\stackrel {\sim }{F}}} jest redukcją wielomianu {\displaystyle F} według modułu {\displaystyle m}.
Jeżeli równanie {\displaystyle F(x_{1},\dots ,x_{n})=0} ma rozwiązanie w pierścieniu {\displaystyle \mathbb {Z} ,} to równanie {\displaystyle {\stackrel {\sim }{F}}(x_{1},\dots ,x_{n})=0} ma rozwiązanie w pierścieniu {\displaystyle \mathbb {Z} _{m}}. Jeżeli równanie {\displaystyle {\stackrel {\sim }{F}}(x_{1},\dots ,x_{n})=0} nie ma rozwiązań w pierścieniu {\displaystyle \mathbb {Z} _{m},} to równanie {\displaystyle F(x_{1},\dots ,x_{n})=0} nie ma rozwiązań w pierścieniu {\displaystyle \mathbb {Z} }.

## Przykład
Równanie {\displaystyle x^{2}+y^{2}=31z^{2}+15} nie ma rozwiązań w pierścieniu {\displaystyle \mathbb {Z} .} Aby to pokazać, wystarczy dokonać redukcji tego równania według modułu 8. Otrzymamy wtedy równanie {\displaystyle x^{2}+y^{2}=7z^{2}+7,} gdzie wszystkie działania są działaniami modulo 8. Wszystkimi kwadratami w pierścieniu {\displaystyle \mathbb {Z} _{8}} są liczby {\displaystyle 0,1,4.} Zatem wszystkie możliwe wartości wyrażenia {\displaystyle 7z^{2}+7} to {\displaystyle 3,6,7.} Jednak żadna z tych liczb nie może być sumą modulo 8 kwadratów liczb modulo 8. Zatem redukcja danego równania według modułu 8 nie ma rozwiązania w pierścieniu {\displaystyle \mathbb {Z} _{8},} a stąd wynika, że wyjściowe równanie nie ma rozwiązania w pierścieniu {\displaystyle \mathbb {Z} }.